# 대한민국 부흥부
대한민국 부흥부(復興部)는 산업 경제의 부흥에 관한 종합적 계획과 그 실시의 관리 · 조정에 관한 사무를 관장하는 대한민국의 옛 중앙행정기관이다. 1955년 2월 17일 기획처를 개편하여 발족하였으며 1961년 5월 25일 건설부로 개편되면서 폐지되었다.

## 설치 근거 및 소관 업무
- 정부조직법 [법률 제354호, 1955.02.07 전부개정] 제13조 및 제20조[1]
- 부흥부직제 [대통령령 제1001호, 1955.02.17 제정] 제1조[2]

## 연혁
- 1955년 2월 17일 - 기획처를 폐지하고 부흥부를 신설.
- 1961년 5월 26일 - 부흥부를 폐지하고 건설부를 신설.

## 조직
| - 경제계획관 (1955.02 ~ 1961.06) - 기획국 (1955.02 ~ 1961.05) - 산업개발위원회 (1958.03 ~ 1961.05) | - 조정국 (1955.02 ~ 1961.05) - 지역사회개발위원회 (1958.09 ~ 1961.05) - 총무과 (1955.02 ~ 1961.06) |

## 역대 장 · 차관

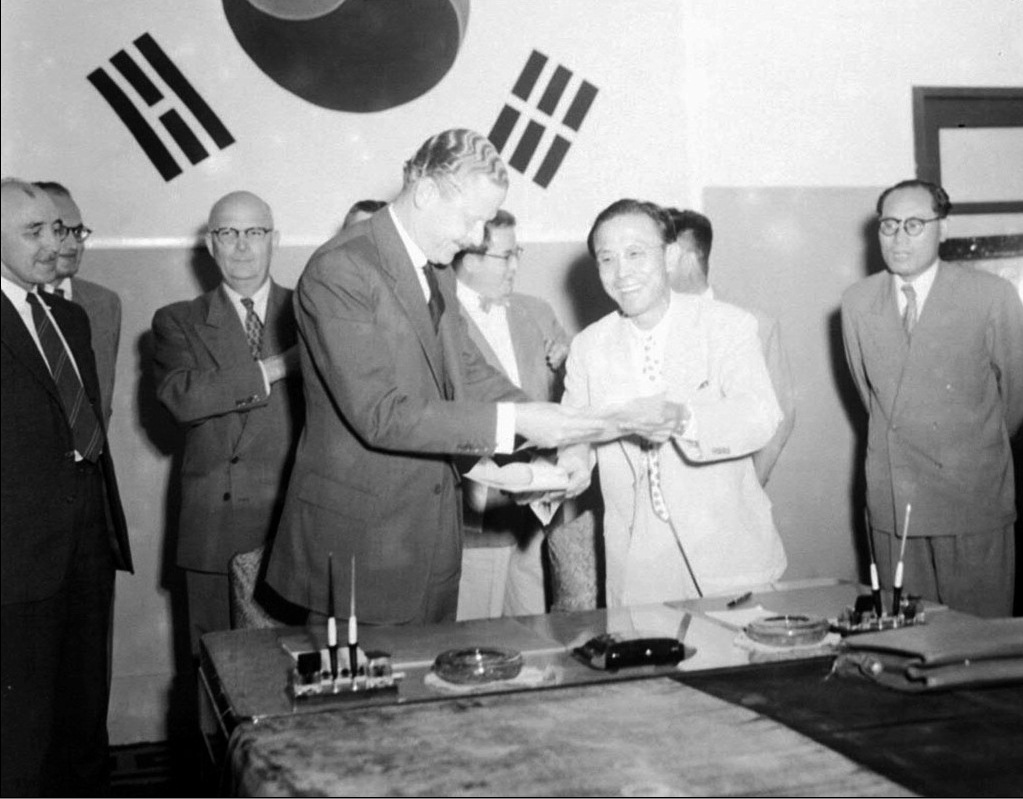
한미원조 (1,500만불) 조인식에 참석한 유완창 부흥부장관과 주한미국 대사 엘리스 브리그스(1955)

### 부흥부 장관
| 정부        | 대수 | 이름           | 임기                              | 출신지                     | 출신학교               | 비고 |
| ----------- | ---- | -------------- | --------------------------------- | -------------------------- | ---------------------- | --- |
| 제 1 공화국 | 초대 | 유완창(兪莞昌) | 1955년 2월 16일 ~ 1956년 5월 26일 | 한양 (현 서울)             | 일본 도쿄농대          | 관세청장 |
| 제 1 공화국 | 2대  | 김현철(金顯哲) | 1956년 5월 26일 ~ 1957년 6월 9일  | 한양 (현 서울)             | 서울대 미국 린치버그대 | 기획처 차장&농림부 차관&재무부 장관&내각수반&행정개혁위원회 위원장 국정자문위원회 위원&헌법위원회 위원&주 미국 대사&5·16장학회 이사장 |
| 제 1 공화국 | 3대  | 송인상(宋仁相) | 1957년 6월 9일 ~ 1959년 3월 20일  | 강원 회양                  | 서울대                 | 재무부 장관&주 EC 대사&한국수출입은행장&한국경제개발협회장&한국경제연구원장                                                           |
| 제 1 공화국 | 4대  | 신현확(申鉉碻) | 1959년 3월 20일 ~ 1960년 4월 28일 | 경북 칠곡                  | 서울대                 | 대구대 교수&외자청장&부흥부 차관&보건사회부 장관&경제부총리&국무총리&제9·10대 국회의원&쌍용산업 사장                                  |
| 제 1 공화국 | 5대  | 전예용(全禮鎔) | 1960년 4월 28일 ~ 1960년 8월 19일 | 한양 (현 서울)             | 일본 규슈대            | 서울특별시 부시장&한국은행 총재&국제법학회장&신민주공화당 상임고문                                                                    |
| 제 2 공화국 | 6대  | 주요한(朱耀翰) | 1960년 8월 23일 ~ 1960년 9월 12일 | 평남 평양 (현 평남과 분리) | 중국 상하이후장대      | 상공부 장관&제4·5대 국회의원&대한무역협회장&대한해운공사 대표이사&국제문제연구소장                                                    |
| 제 2 공화국 | 7대  | 김우평(金佑枰) | 1960년 9월 12일 ~ 1960년 12월     | 전남 여수                  | 미국 오하이오주립대    | 조달청장&제5대 국회의원 |
| 제 2 공화국 | 임시 | 주요한(朱耀翰) | 1960년 12월 ~ 1960년 1월 30일     | 평남 평양 (현 평남과 분리) | 중국 상하이후장대      | 상공부 장관&제4·5대 국회의원&대한무역협회장&대한해운공사 대표이사&국제문제연구소장                                                    |
| 제 2 공화국 | 8대  | 태완선(太完善) | 1961년 1월 30일 ~ 1961년 5월 3일  | 경남 하동                  | 서울대                 | 대한상공회의소 회장&상공부 장관&경제부총리&제2·5·10대 국회의원&유신정우회장&대한석탄공사 이사장                                       |
| 제 2 공화국 | 9대  | 주요한(朱耀翰) | 1961년 5월 3일 ~ 1961년 5월 20일  | 평남 평양 (현 평남과 분리) | 중국 상하이호강대      | 상공부 장관&제4·5대 국회의원&대한무역협회장&대한해운공사 대표이사&국제문제연구소장                                                    |

### 부흥부 차관
| 정부        | 대수 | 이름           | 임기                              | 출신지         | 출신학교          | 비고 |
| ----------- | ---- | -------------- | --------------------------------- | -------------- | ----------------- | --- |
| 제 1 공화국 | 초대 | 오영재(吳永在) | 1955년 2월 19일 ~ 1956년 6월 7일  | 황해도 해주    |                   | 관재청 차장 |
| 제 1 공화국 | 2대  | 김치영(金致榮) | 1956년 6월 7일 ~ 1957년 6월 19일  | 한양 (현 서울) | 일본 고베상대     | 전매청장&상공부 차관                                                                                            |
| 제 1 공화국 | 3대  | 신현확(申鉉碻) | 1957년 6월 20일 ~ 1959년 3월 30일 | 경북 칠곡      | 서울대            | 대구대 교수&외자청장&부흥부 장관&보건사회부 장관&경제부총리&국무총리&제9·10대 국회의원&쌍용산업 사장            |
| 제 1 공화국 | 4대  | 정영기(鄭英基) | 1959년 3월 31일 ~ 1960년 5월 12일 | 경기 용인      | 일본 규슈대       | 상공부 광무국장                                                                                                 |
| 제 1 공화국 | 5대  | 유창순(劉彰順) | 1960년 5월 13일 ~ 1960년 8월 23일 | 평남 안주      | 미국 헤이스팅스대 | 외자청장&상공부 장관&경제기획원장&국무총리&한국은행 총재&전국경제인연합회장&호남석유화학 회장&대한적십자사 총재 |
| 제 2 공화국 | 6대  | 태완선(太完善) | 1960년 8월 23일 ~ 1961년 1월 30일 | 경남 하동      | 서울대            | 대한상공회의소 회장&상공부 장관&경제부총리&제2·5·10대 국회의원&유신정우회 회장&대한석탄공사 이사장              |
| 제 2 공화국 | 6대  | 차균희(車均禧) | 1960년 8월 30일 ~ 1961년 1월 30일 | 평북 의주      | 일본 도쿄대       | 경제기획원 부원장&농림부 장관                                                                                   |
| 제 2 공화국 | 7대  | 김준태(金濬泰) | 1961년 1월 30일 ~ 1961년 5월 20일 | 경북 청도      | 중국 대동학원     | 제2·5·6대 국회의원                                                                                              |
| 제 2 공화국 | 7대  | 차균희(車均禧) | 1961년 1월 30일 ~ 1961년 5월 20일 | 평북 의주      | 일본 도쿄대       | 경제기획원 부원장&농림부 장관                                                                                   |